# McArthur (Arkansas)
Pour les articles homonymes, voir McArthur.
McArthur est une localité du comté de Desha dans l'Arkansas aux États-Unis.

## Histoire
Le 21 mai 1542, ce lieu était une localité indienne nommée Guachoya, où mourut l'explorateur et conquistador espagnol, Hernando de Soto. 